# Mostowoje (Kaliningrad, Slawsk)
Mostowoje (russisch Мостовое, deutsch Sköpen, litauisch Skiepai) ist ein Ort in der russischen Oblast Kaliningrad. Er gehört zur kommunalen Selbstverwaltungseinheit Stadtkreis Slawsk im Rajon Slawsk.

## Geographische Lage
Mostowoje liegt an der Gilge (russisch: Matrossowka), 13 Kilometer nordwestlich der Kreisstadt Slawsk (Heinrichswalde). Durch den Ort verläuft die Regionalstraße 27A-034 (ex R513), die Sowetsk (Tilsit) mit Myssowka (Karkeln) am Kurischen Haff verbindet. Vor 1945 war Alt Sköpen Bahnstation der Niederungsbahn (ab 1939: Elchniederungsbahn) an der Bahnstrecke Brittanien–Karkeln.

## Geschichte
Das ehemals Sköpen genannte Dorf war bereits vor 1945 aufgrund seiner Brücke über die Gilge, obendrein eines Schiffsanlegeplatzes, von überregionaler Bedeutung. Am 26. März 1874 wurde der Ort Amtsdorf und damit namensgebend für einen neu errichteten Amtsbezirk, der bis 1945 bestand und zum Kreis Niederung (ab 1939 „Kreis Elchniederung“) im Regierungsbezirk Gumbinnen der preußischen Provinz Ostpreußen gehörte.
In Kriegsfolge kam Sköpen 1945 mit dem nördlichen Ostpreußen zur Sowjetunion. Der Ort erhielt 1947 die russische Bezeichnung „Mostowoje“ und wurde gleichzeitig dem Dorfsowjet Jasnowski selski Sowet im Rajon Slawsk zugeordnet. Von 2008 bis 2015 gehörte Mostowoje zur Landgemeinde Jasnowskoje selskoje posselenije und seither zum Stadtkreis Slawsk.

### Einwohnerentwicklung
| Jahr | Einwohner |
| ---- | --------- |
| 1910 | 415       |
| 1925 | 370       |
| 1933 | 384       |
| 1939 | 414       |
| 2002 | 111       |
| 2010 | 54        |

### Amtsbezirk Sköpen (1874–1945)
Zwischen 1874 und 1945 war Sköpen Amtsdorf für den Amtsbezirk Sköpen, der anfangs aus acht, am Ende noch aus fünf Gemeinden bestand:
| Name                      | Änderungsname 1938 bis 1946 | Russischer Name | Bemerkungen                                                        |
| ------------------------- | --------------------------- | --------------- | ------------------------------------------------------------------ |
| Budwethen, Ksp. Kaukehmen | Ansorge                     |                 |                                                                    |
| Killucken                 |                             |                 | 1912 nach Sköpen eingegliedert                                     |
| Klein Trumpeiten          | Kleintrumpenau              |                 | 1928 nach Groß Trumpeiten, Amtsbezirk Sausseningken, eingegliedert |
| Neuhoff                   |                             |                 | 1932 nach Gilgetal eingegliedert                                   |
| Neu Sellen                |                             |                 |                                                                    |
| Neusorge, Ksp. Kaukehmen  | Neusorge, Ksp. Kuckerneese  | Abrusowo        |                                                                    |
| Sköpen                    |                             | Mostowoje       |                                                                    |
| Wietzischken              |                             |                 | 1932 nach Gilgetal eingegliedert                                   |

Im Jahre 1945 bildeten lediglich noch die Gemeinden Ansorge, Gilgetal, Neu Sellen, Neusorge und Sköpen den Amtsbezirk Sköpen.

## Kirche
Sköpen war bis 1945 ein Dorf innerhalb des Kirchspiels der Kirche Kaukehmen (der Ort hieß zwischen 1938 und 1946: Kuckerneese, heute russisch: Jasnoje). Seine Bevölkerung war fast ausnahmslos evangelischer Konfession. Die Kirche Kaukehmen gehörte zum Kirchenkreis Niederung in der Kirchenprovinz Ostpreußen der Kirche der Altpreußischen Union. Heute liegt Mostowoje im Einzugsbereich der neu entstandenen evangelisch-lutherischen Kirchengemeinde in Slawsk (Heinrichswalde) innerhalb der Propstei Kaliningrad der Evangelisch-lutherischen Kirche Europäisches Russland.

## Persönlichkeiten des Ortes
- Anja Bremer (1901–1985), Galeristin und Kunsthändlerin
- Helmut Motekat (1919–1996), Germanist und Literaturhistoriker